# West Orange (Texas)
West Orange és una població dels Estats Units a l'estat de Texas. Segons el cens del 2000 tenia 4.111 habitants.

## Demografia
Segons el cens del 2000, West Orange tenia 4.111 habitants, 1.672 habitatges, i 1.183 famílies. La densitat de població era de 500,7 habitants per km².
Dels 1.672 habitatges en un 30,3% hi vivien nens de menys de 18 anys, en un 52,7% hi vivien parelles casades, en un 12,8% dones solteres, i en un 29,2% no eren unitats familiars. En el 25,8% dels habitatges hi vivien persones soles el 12,3% de les quals corresponia a persones de 65 anys o més que vivien soles. El nombre mitjà de persones vivint en cada habitatge era de 2,46 i el nombre mitjà de persones que vivien en cada família era de 2,92.
Per edats la població es repartia de la següent manera: un 24,5% tenia menys de 18 anys, un 8,6% entre 18 i 24, un 27,7% entre 25 i 44, un 21,6% de 45 a 60 i un 17,6% 65 anys o més.
L'edat mediana era de 37 anys. Per cada 100 dones de 18 o més anys hi havia 91,1 homes.
La renda mediana per habitatge era de 32.224 $ i la renda mediana per família de 40.167 $. Els homes tenien una renda mediana de 35.225 $ mentre que les dones 19.286 $. La renda per capita de la població era de 15.850 $. Aproximadament l'11,2% de les famílies i el 13,2% de la població estaven per davall del llindar de pobresa.

## Poblacions més properes
El següent diagrama mostra les poblacions més properes.